# 埃爾卡亞俄市

埃爾卡亞俄市（西班牙語：Municipio El Callao），是委內瑞拉的一個市，位於該國西部玻利瓦爾州，首府設於埃爾卡亞俄，面積2,223平方公里，2011年人口21,165，人口密度為每平方公里9.5人。